# Winnemar Gruters von Wachtendonk
Winnemar Gruters von Wachtendonk († 16. August 1466 in Köln) war Priester, Offizial und Generalvikar des Erzbistums Köln.
Nach einem abgeschlossenen Jurastudium wurde Gruters Pfarrer in Wachtendonk, woher er auch seinen Beinamen hatte, und Professor der Rechte an der Universität Köln. Seit 1433 Generalvikar des Erzbischofs von Köln, wurde er 1435/36 Rektor der Universität und weilte als solcher auf dem Konzil von Basel. Zugleich 1435 als Domherr in das Kölner Domkapitel berufen, wurde Gruters von Wachtendonk Erzbischöflicher Kanzler und 1453 Offizial. Von 1456 bis 1460 fungierte er wieder als Generalvikar.
Nach seinem Tode wurde Gruters, der auch Kanoniker und Stiftsdechant an St. Aposteln (Köln) war, im dortigen Kreuzgang beigesetzt.